# Nuria Herrero
Nuria Herrero (València, 12 de març de 1987) és una actriu i ballarina valenciana coneguda per la seva participació com a personatge principal en sèries de televisió espanyoles com a Tiempos de guerra (2017), amb el paper de Raquel Fuentes, Señoras del (h)AMPA (2019-2021), com a Virginia Torres i Todo lo otro (2021).

## Biografia
Nuria Herrero va néixer el 12 de març de 1987 a València. En els seus inicis va participar en sèries com a Arrayán, El barco, Los misterios de Laura, encara que la seva popularitat va arribar l'any 2015 amb la sèrie Rabia, on compartia repartiment amb Patricia Vico, Paco Tous, Malena Alterio, Carles Francino o Nuria González, entre d'altres. Un any després va fitxar pel musical La llamada, dirigit per Javier Calvo i Javier Ambrossi, per a interpretar María Casado en substitució de Macarena García.
L'any 2017 va fitxar per la sèrie de Bambú Producciones Tiempos de guerra per a interpretar a Raquel Fuentes, a Antena 3. Aquest mateix any va participar en dues pel·lícules: Toc Toc, com a protagonista del film de Vicente Villanueva amb el paper de Lili i en l'adaptació cinematogràfica del musical La llamada amb una aparició esporàdica amb les seves companyes de repartiment del musical homònim.
En 2018 es va anunciar que formaria part de la sèrie de Telecinco Señoras del (h)AMPA interpretant a Virginia Torres, una caixera de supermercat embarassada. Hi va compartir repartiment amb Toni Acosta, Mamin García i de nou amb Malena Alterio i Nuria González. La sèrie es va estrenar el juny de 2019 i es va mantenir en emissió durant dues temporades. Posteriorment, va participar en la minisèrie Besos al aire, emesa a Disney+ i va fitxar per la també sèrie mèdica Madres. Amor y vida, en el paper de Berta, a partir de la seva quarta temporada. A més, a la fi de 2021 va estrenar la sèrie de HBO Max Todo lo otro, en l'elenc principal.

## Filmografia

### Televisió

#### Sèries de televisió
| Any         | Títol                   | Personatge            | Canal                   | Notes        |
| ----------- | ----------------------- | --------------------- | ----------------------- | ------------ |
| 2007        | Como el perro y el gato | Chus                  | Canal Sur               | 3 episodis   |
| 2008        | Singles Enamora't       | Paula                 | Canal 9                 | Protagonista |
| 2010 - 2012 | Arrayán                 | Angie Pedrosa         | Canal Sur               | 90 episodis  |
| 2013        | El barco                | Novia de Palomares    | Antena 3                | 1 episodis   |
| 2014        | Bienvenidos al Lolita   | Lupe                  | Antena 3                | 8 episodis   |
| 2014        | Los misterios de Laura  | Julia Blasco          | La 1                    | 1 episodi    |
| 2015        | Rabia                   | Belén Olivencia Rivas | Cuatro                  | 8 episodis   |
| 2017        | Tiempos de guerra       | Raquel Fuentes        | Antena 3                | 13 episodis  |
| 2018        | Açò és un destarifo     | Nuria                 | À Punt                  | 27 episodis  |
| 2019 - 2021 | Señoras del (h)AMPA     | Virginia Torres       | Telecinco / Cuatro      | 26 episodis  |
| 2021        | Besos al aire           | Berta Santos          | Disney + / Telecinco    | 2 episodis   |
| 2021        | Todo lo otro            | Amaya                 | HBO Max                 | 8 episodis   |
| 2022        | Madres. Amor y vida     | Berta Santos          | Prime Video / Telecinco | 8 episodis   |
| 2023        | Nacho                   |                       | Atresplayer             |              |

### Cinema
| Any  | Títol                          | Personatge     | Director                       |
| ---- | ------------------------------ | -------------- | ------------------------------ |
| 2010 | El dios de madera              | Susa           | Vicente Molina Foix            |
| 2010 | Donde el olor del mar no llega | Patricia       | Lilian Rosado González         |
| 2013 | El amor no es lo que era       | Neus           | Gabriel Ochoa                  |
| 2016 | Nacida para ganar              | Cruz           | Vicente Villanueva             |
| 2017 | La llamada                     | Nena campament | Javier Calvo i Javier Ambrossi |
| 2017 | Toc Toc                        | Lili           | Vicente Villanueva             |
| 2018 | Cuando dejes de quererme       | Vecina         | Igor Legarreta                 |
| 2020 | Zerø                           | Julia          | Inaki Sanchez Arrieta          |
| 2021 | El sustituto                   | Lola           | Óscar Aibar                    |

### Teatre
| Any         | Títol                | Personatge    | Director                       |
| ----------- | -------------------- | ------------- | ------------------------------ |
| 2016 - 2018 | La llamada (musical) | Susana Romero | Javier Calvo i Javier Ambrossi |
| 2022 - ?    | Tercer cuerpo        | Sofia         | Claudio Tolcachir              |